# K-konsult

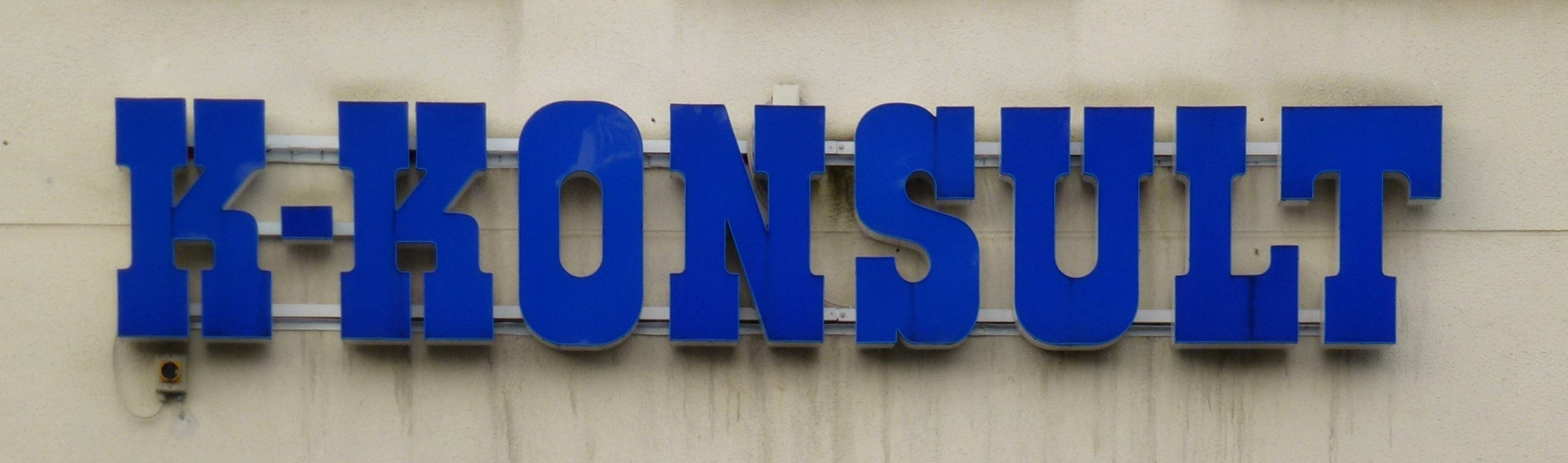
K-konsults skylt i Liljeholmen.

K-konsult är ett teknikkonsultföretag med inriktning  installationsteknik, arkitektur, energi och miljö. Företaget grundades 1939 som en ideell förening med uppgift att ge lantbrukarbefolkningen teknisk service i byggnadsfrågor. Sedan 1973 finns huvudkontoret i K-konsults byggnad i Liljeholmen, Stockholm. År 1993 köptes verksamheten från Svenska kommunförbundet och  K-konsultgruppen i Stockholm bildades.

## Historik

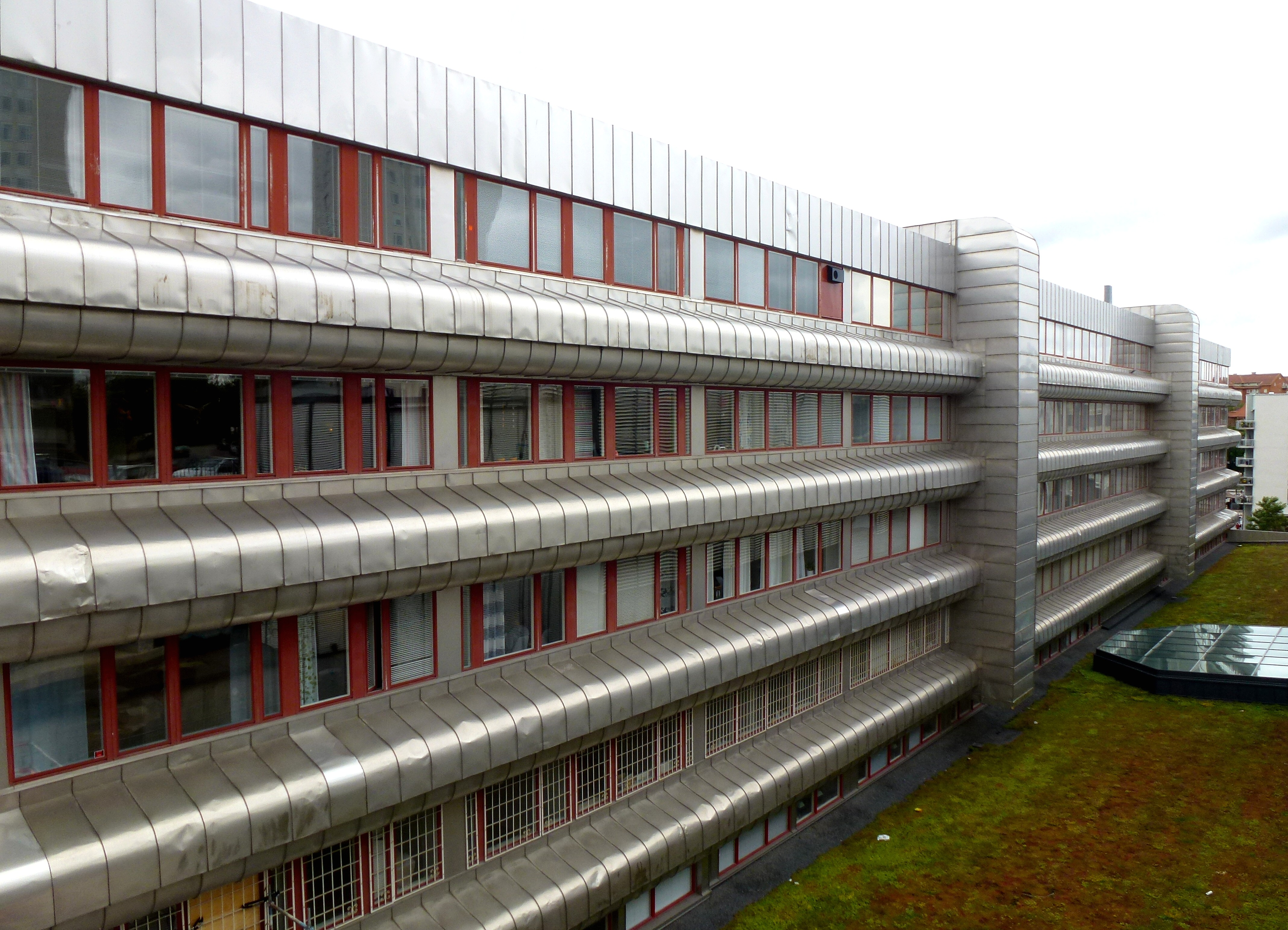
K-konsults byggnad och huvudkontor i Liljeholmen, augusti 2012.

Föregångaren till K-konsult var Lantmännens Byggnadsförening, LBF, som bildades 1939. År 1940 övertogs LBF av Sveriges Lantbruksförbund och bytte namn till Lantbruksförbundets Byggnadsförening. Under 1940-talet fanns ett 20-tal kontor med cirka 200 medarbetare i Sverige.  1957 ändrades företagets namn till Landsbygdens Byggnadsförening.  I början av 1960-talet inträdde Landstingsförbundet och kort därefter Svenska stadsförbundet som delägare.
Kommunerna och dess företag var dominerande uppdragsgivare och namnet ändrades till Kommunernas konsultbyrå. I slutet på 1960-talet omfattade kontorsnätet ett 50-tal enheter med omkring 1200 anställda. 1971 övertog Svenska kommunförbundet lantbruksorganisationens återstående andelar med en ny namnändring till följd: Kommunernas konsultbyrå med vardagsnamnet K-konsult. 1973 flyttade huvudkontoret in i  K-konsult huset vid i Liljeholmen. År 1993 köptes verksamheten från Svenska Kommunförbundet och  K-konsultgruppen i Stockholm bildades, som består av sex personalägda företag samt ett gemensamt paraplybolag.

## Enheter
- K-konsult arbetsmiljö VVS
- K-konsult VVS-projektering
- K-konsult byggsamordning och arkitekter
- K-konsult elmiljö
- K-konsult energi
- K-konsult VA-projekt

## Projekterade byggnader i urval
- Landala centrum  (1974)
- K-konsults byggnad i Liljeholmen (1974), se nedan
- Sankt Lars kyrka, Enköping (1984)
- Byggnad för Sveriges Kommuner och Landsting, Hornsgatan 20 (1989)

## K-konsults byggnad
K-konsults kontorshus med butiker i bottenvåningen uppfördes 1970 till 1974 efter ritningar av arkitekt Peter Tommos. Karakteristisk för byggnaden är de utanpåliggande ventilationskanalerna, klädda med rostfri plåt och utformade som horisontella vulster. Att befria byggnadens inre från skrymmande installationer gav frihet i den inre gestaltning där huvudsakligen kontorslandskap dominerade. Eftersom K-konsult hade sitt kontor här kallades byggnaden även för "K-konsult hus"